# 낙동강 삼각주

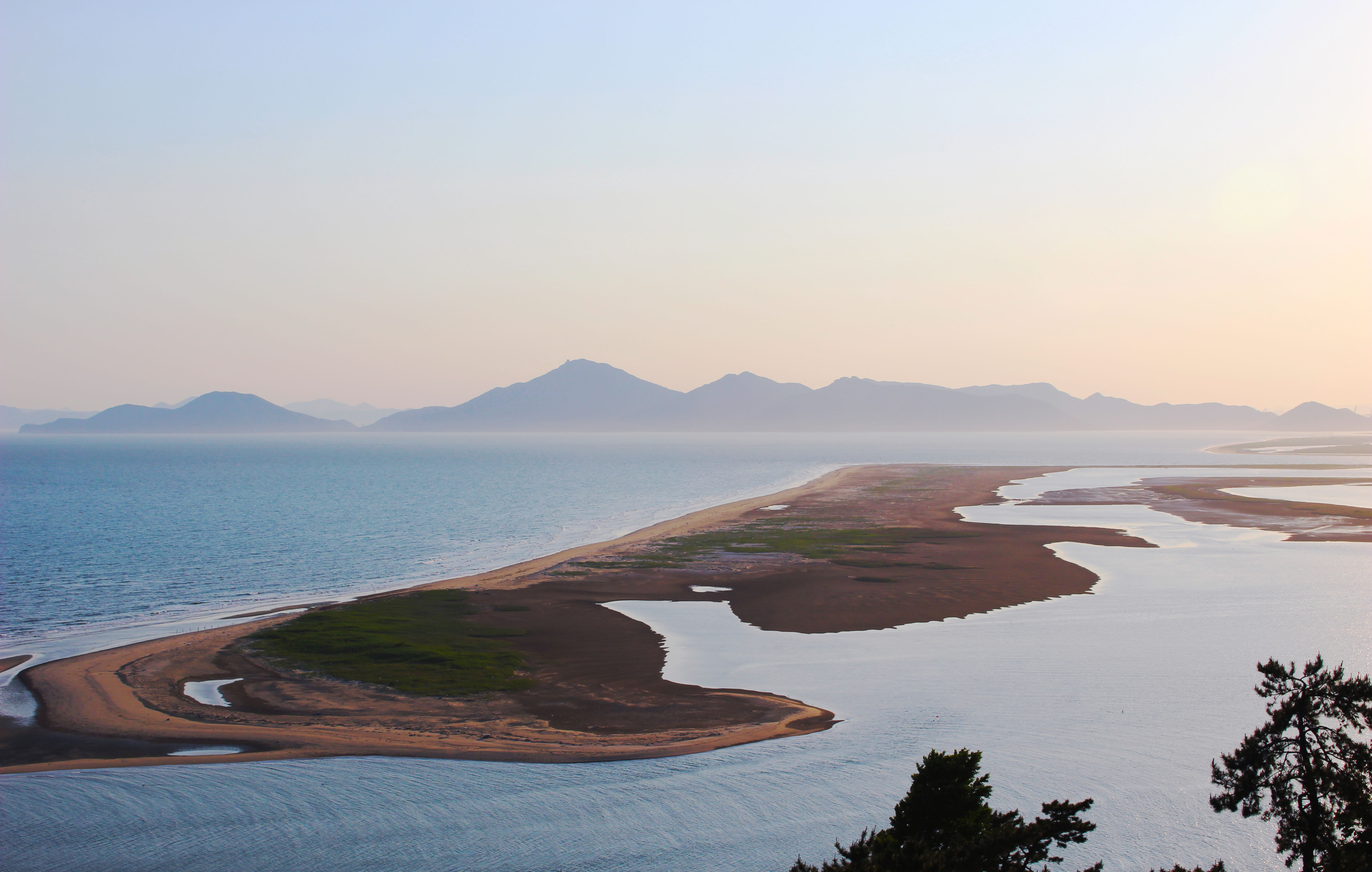
낙동강과 남해가 만나는 지역에 있는 삼각주 끝부분.

낙동강 삼각주(洛東江 三角洲)는 낙동강 하구의 삼각주를 가리키는 말로, 대한민국 최대의 삼각주이다. 일반적으로 삼각주가 잘 형성되지 않는 대한민국 서해 및 남해 유역의 강과 달리 토사의 유출량이 많고 조석의 작용이 약한 낙동강에는 삼각주가 발달해 있다. 낙동강 삼각주는 맥도강을 비롯한 낙동강의 분류와 을숙도를 비롯한 하중도, 그리고 도요등, 백합등과 같은 다양한 '등'으로 구성되어 있다.
낙동강 삼각주는 원래 남해 앞바다로 가야 시대까지만 하더라도 배가 오가는 지역이었으나, 1만 년 이상 오랜 세월을 거쳐 두꺼운 토사가 퇴적되어 삼각주가 형성되게 되었다. 이후 지속적인 퇴적 작용으로 삼각주 일대에서는 습지가 발달하게 되었다. 1936년 일제 강점기 시기 농업을 위해 대저수문과 녹산수문이 설치되면서 낙동강이 서낙동강과 낙동강 본류로 나누어지게 되었다.
오늘날 낙동강 삼각주 위로는 부산 강서와 본도심을 잇기 위한 여러 교량이 건설되었으며, 해수 역류를 방지하기 위해 낙동강하구둑도 1980년 건립했다. 또한 부산광역시가 낙동강 삼각주 가장 끝부분에 명지지구를 설치하고 새로운 주택지구를 만들면서 낙동강 삼각주의 풍경도 변화하고 있다. 낙동강 삼각주는 현재 부산광역시 강서구에 속해 있다.

## 같이 보기
주변 지리
- 김해평야
- 가덕도
- 다대포

삼각주 내 관련 문서
- 을숙도
- 맥도강
- 평강천
- 서낙동강
- 낙동강하구둑